# 饒榶
饒榶（1460年—？），字文中，一字文仲，江西南昌府進賢縣（今江西省進賢縣）人，明朝政治人物。

## 生平
弘治二年（1489年）己酉科江西鄉試第四十名舉人，弘治三年（1490年）聯捷庚戌科進士。歷山東海陽縣知縣，選監察御史，陞東昌府知府，後改重慶府知府。正德十二年（1517年）考察，以「不謹」去職。

## 家族
曾祖饒崇本；祖父饒孟頴，訓導 贈主事；父饒泗，兵部員外郎。母袁氏（封安人）。具庆下。